# Možura
Možura (chirilic: Можура; în albaneză: Mozhurë) este o localitate nepopulată din comuna Ulcinj, Muntenegru. Conform datelor de la recensământul din 2003, localitatea nu are niciun locuitor.

## Demografie
|  |

| Demografie | Demografie | Demografie |
| An         | Locuitori  | Locuitori  |
| ---------- | ---------- | ---------- |
|            |            |            |
|            |            |            |
|            |            |            |
|            |            |            |
| 1948       | 137        |            |
| 1953       | 43         |            |
| 1961       | 39         |            |
| 1971       | 10         |            |
| 1981       | 6          |            |
| 1991       | -          | -          |
| 2003       | -          | -          |